# Reinsberg (Austria)
Reinsberg – gmina w Austrii, w kraju związkowym Dolna Austria, w powiecie Scheibbs. Według Austriackiego Urzędu Statystycznego liczyła 1015 mieszkańców (1 stycznia 2014).